# Stade Ali-Zouaoui
Pour les articles homonymes, voir Zouaoui.
 (février 2022).
Si vous disposez d'ouvrages ou d'articles de référence ou si vous connaissez des sites web de qualité traitant du thème abordé ici, merci de compléter l'article en donnant les références utiles à sa vérifiabilité et en les liant à la section « Notes et références ».
Le stade Ali-Zouaoui (arabe : ملعب علي زواوي) est un stade de football situé dans la ville de Kairouan en Tunisie.
D'une capacité d'accueil est de 15 000 spectateurs,,, il accueille les matchs de la Jeunesse sportive kairouanaise.